# Miles Crowley

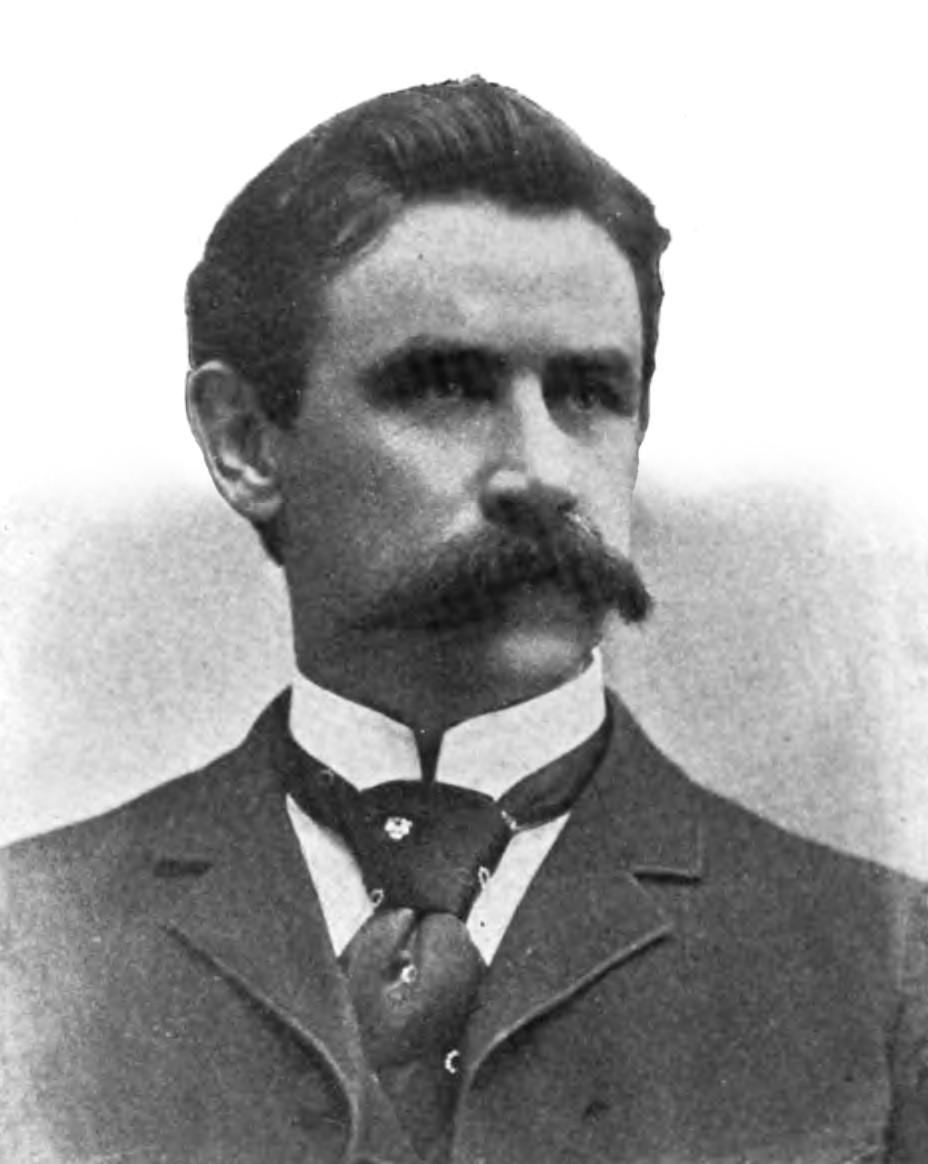
Miles Crowley

Miles Crowley (* 22. Februar 1859 in Boston, Massachusetts; † 22. September 1921 in Galveston, Texas) war ein US-amerikanischer Politiker. Zwischen 1895 und 1897 vertrat er den Bundesstaat Texas im US-Repräsentantenhaus.

## Werdegang
Miles Crowley besuchte die öffentlichen Schulen seiner Heimat und war danach als Hafenarbeiter beschäftigt. In den 1870er Jahren zog er nach Galveston in Texas, wo er stellvertretender Leiter der Feuerwehr wurde. Nach einem anschließenden Jurastudium und seiner 1892 erfolgten Zulassung als Rechtsanwalt begann er in diesem Beruf zu arbeiten. Gleichzeitig schlug er als Mitglied der Demokratischen Partei eine politische Laufbahn ein. 1892 war er Abgeordneter im Repräsentantenhaus von Texas. Im Jahr darauf wechselte er in den Staatssenat, dem er bis 1894 angehörte.
Bei den Kongresswahlen des Jahres 1894 wurde Crowley im zehnten Wahlbezirk von Texas in das US-Repräsentantenhaus in Washington, D.C. gewählt, wo er am 4. März 1895 die Nachfolge von Walter Gresham antrat. Da er im Jahr 1896 auf eine weitere Kandidatur verzichtete, konnte er bis zum 3. März 1895 nur eine Legislaturperiode im Kongress absolvieren. Nach dem Ende seiner Zeit im US-Repräsentantenhaus praktizierte Crowley zunächst wieder als Anwalt in Galveston. Zwischen 1904 und 1912 war er Staatsanwalt im Galveston County. Seit 1920 fungierte er dort als Bezirksrichter. Er starb am 22. September 1921 in Galveston, wo er auch beigesetzt wurde.